# David Martin (pintor)

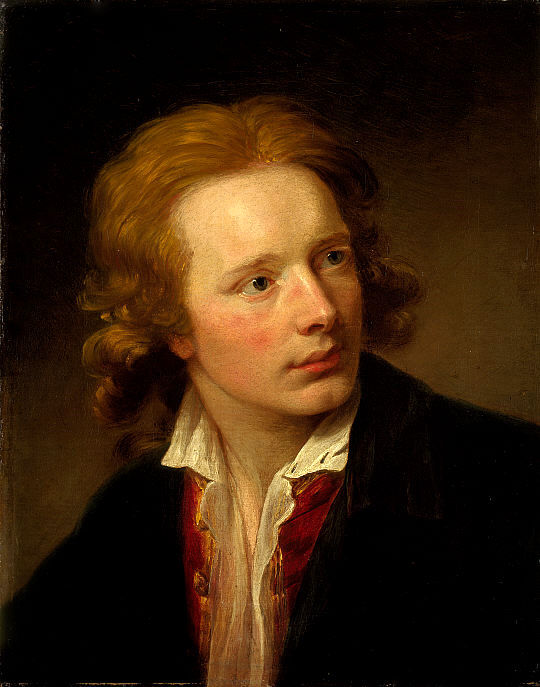
David Martin em auto-retrato de 1760.

David Martin (1 de Abril de 1737 – 30 de Dezembro de 1797) foi um pintor inglês. 
Nascido em Fife, estudou em Londres e também na Itália, antes de ser reconhecido internacionalmente como pintor.[carece de fontes?]